# Tribunal du district de Tokyo

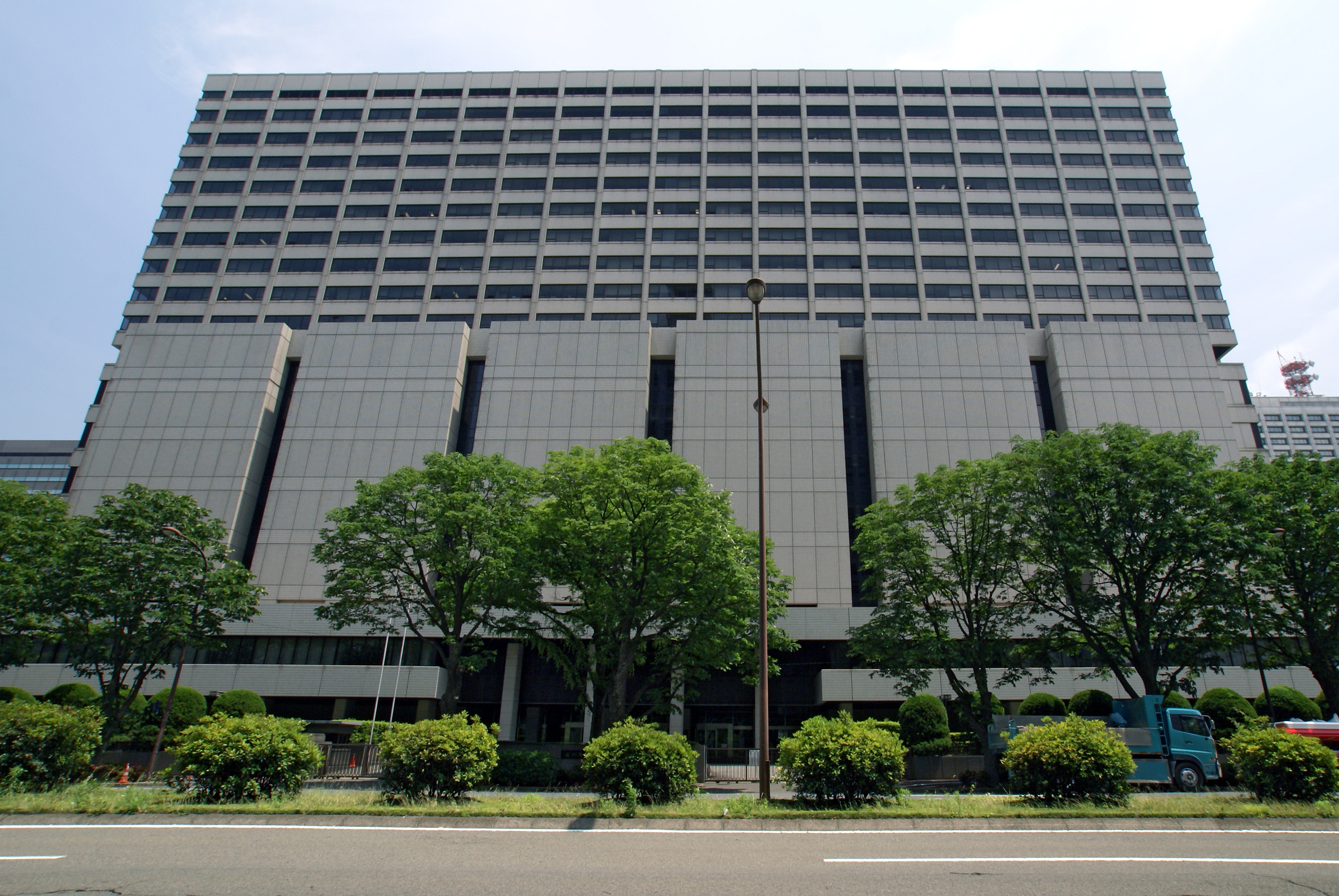
Tribunal du district de Tokyo

Le tribunal du district de Tokyo (東京地方裁判所, Tōkyō Chihō Saibansho) se trouve dans le quartier administratif de Kasumigaseki, dans l'arrondissement spécial de Chiyoda à Tokyo. Son code postal de référence est 1-1-4.

## Source de la traduction
- (en) Cet article est partiellement ou en totalité issu de l’article de Wikipédia en anglais intitulé « Tokyo District Court » (voir la liste des auteurs).